# Хай Контраст
Хай Контраст (на английски: High Contrast е псевдоним на уелския дръм енд бейс диджей и продуцент Линкълн Барет (Lincoln Barret).
Малко след като започва да прави музика, той получава възможността да стане диджей в клуб в гр. Кардиф през дръм енд бейс нощта, наричана „Silent Running“. През това време той пуска с диджей като Grooverider и London Electricity. Музиката, която Линкълн Барет, прави може да се определи като дръм енд бейс, но много музикални критици я определят по-скоро като liquid funk.
През юли 2002 г. неговият дебютен сингъл True Colours е издаден от лейбъла Hospital Records, а с Return of Forever и Global Love той влиза в британските класации. Вторият му албум High Society е един от най-успешните дръм енд бейс албуми на 2004 г. Линкълн Барет е много търсен за правене на ремикси.
Баща му Майкъл Барет (Michael Barret) по-известен като Шейкин Стивънс. Майка му Лорейн Барет (Lorraine Barret) е член на Уелския съвет за Южен Кардиф и Пенарт.
Линкълн е резидент диджей в клубовете: Precinct at Club I в Кардиф, Hospitality и Fabric в Лондон. През октомври 2005 г. Линкълн стартира свой собствен лейбъл – The Contrast.

## Дискография

### Албуми
- True Colours (2002)
- High Society (2004)
- Fabric Live 25 (2005)

### Сингли
- Return of Forever (2002)
- Global Love (2002)
- Make it Tonight/Mermaid Scar
- Basement Track
- Twilight`s Last Gleaming/Made it Last Night
- Racing Green/St Ives
- When the Lights Go Down/Magic
- Days Go By/What We Do
- Natural High